# Duborg-Skolen
Duborg-Skolen er en dansk skole i Flensborg. Skolen rummer både en folkeskole (fællesskole) og et gymnasium (gymnasial overbygning).
Skolen ligger på tomten af det forhenværende Duborg slot på Duborg Banke. Bygningen er med sin beliggenhed meget synlig i Flensborgs bybillede.

## Historie
Den 5. maj 1920 ønskede en forældrekreds at oprette en dansk privatskole i Flensborg, efter at det igen var blevet lovligt at undervise på dansk (takket den nye Weimarforfatning) . Allerede den 15. oktober 1920 startede den nye skole i Hjemmet i Mariegade, hvor nu byens danske teater har hjemme. Den 16. april 1923 flyttede skolen ind i den nybyggede skolebygning på Duborg Banke og fik navnet Duborg-Skolen. Bygningen er opført i stilen Bedre Byggeskik. Dens arkitekt var Andreas Dall, der var også Skoleforeningens første formand.
Efter anden verdenskrig ønskede forældrene at eleverne kunne få en dansk gymnasieafslutning og fra 1949 tilbød skolen også studentereksamen efter dansk mønster, som dog ikke blev anerkendt af den tyske stat. Først efter København-Bonn-erklæringerne i 1955 fik skolens studentereksamen tysk anerkendelse og gav dermed adgang til studier såvel i Danmark og Tyskland. I 1971 oprettedes ungdomskollegiet ved Frueskoven som bosted for udenbys elever. I 1979 blev den treetagers tilbygning tegnet af arkitekterne Friis & Moltke indviet. I en periode kom elevtallet op over 1000 elever. For at aflaste skolen blev der i 2008 opført A.P. Møller Skolen i Slesvig. En grundlæggende renovering og udbygning af skolen fandt sted i perioden 2015-2020.
På Duborg Skolen undervises elever fra 7. klasse og op til 13. klasse. Skolen har i 2024 ca. 620 elever, der bliver undervist af ca. 65 lærere. Eleverne undervises på dansk i næsten alle fag. I tysk undervises derimod på modersmålsniveau parallelt med dansk.

## Rektorer
- indtil 01.11.1920 Julius Bogensee
- 1920-1921 Jens Kristian Pedersen
- 1921-1940 Andreas Hanssen
- 1941-1946 Bernhard Hansen
- 1946-1962 Henry Jensen
- 1962-1989 Knud Fanø
- 1989-2003 Erik Jensen
- 2003-2019 Ebbe Benedikt Rasmussen
- 2019-0000 Heino Aggedam (f. 1975)

## Kendte afgangselever fra skolen
(Med studentereksamen hvor ikke andet anført)
- Sven Gaul
- Sebastian Hackert (1978-2009), musikproducer, student 1995
- Karin Johannsen-Bojsen
- Jørgen Kühl
- Dieter Paul Küssner (realeksamen)
- Siegfried Matlok
- Flemming Meyer
- Karl Otto Meyer (præliminæreksamen)
- Uwe Prühs
- Michael Schulte
- Anke Spoorendonk
- Mikael Witte
- Stefan Seidler